# Rokhaya Mbaye
Rokhaya Mbaye (ur. 12 marca 1992) – senegalska lekkoatletka, wieloboistka. Od 1 stycznia 2012 reprezentuje Francję.

## Rekordy życiowe
- skok o tyczce – 1,80 (2007) były rekord Senegalu[1][2]
- pchnięcie kulą (hala) – 13,10 (2013) rekord Senegalu
- siedmiobój lekkoatletyczny – 5500 pkt. (2012)
- pięciobój lekkoatletyczny (hala) – 3927 pkt. (2013) rekord Senegalu